# آمادو سانوخو
آمادو سانوخو (انگلیسی: Amadou Sanokho؛ زادهٔ ۱ سپتامبر ۱۹۷۹) بازیکن فوتبال اهل فرانسه است.
از باشگاه‌هایی که در آن بازی کرده‌است می‌توان به باشگاه فوتبال مودنا، باشگاه فوتبال اولدهام اتلتیک، باشگاه فوتبال آترومیتوس، باشگاه فوتبال نانت، و باشگاه فوتبال برنلی اشاره کرد.